# Raimundo Nonato Pires dos Santos
Raimundo Nonato Pires dos Santos (Miracema do Tocantins, 1946), también conocido como Raimundo Boi es un político brasileño.
Ha ocupado diversos cargos en el estado de Tocantins: gobernador, vicegobernador por dos mandatos y diputado estatal (también por dos mandatos), siendo incluso presidente de la Asamblea Constituyente de Tocantins. Su mandato como gobernador se limitó a un corto periodo sustituyendo a Siqueira Campos.
| Predecesor: José Wilson Siqueira Campos | Gobernador del estado de Tocantins 1995 - 1998 | Sucesor: José Wilson Siqueira Campos |